# Don't Buy the Seller
Pour plus de détails, voir Fiche technique et Distribution.
Don't Buy the Seller (hangeul : 타겟 ; hanja : 目標 ; RR : Tages ; litt. « Cible ») est un film sud-coréen réalisé par Park Hee-gon, sorti en 2023. Il s'inspire d'un gang surnommé « Ce type » (« 싶다 ») par les journalistes sud-coréens, ayant volé environ 5 milliards wons, en 2020, par suite des transactions frauduleuses dans la vente d'occasion au cours des six dernières années.
Lors de sa sortie française en vidéo à la demande, le titre est renommé en Dark Market.

## Synopsis
Après avoir déménagé, Soo-hyun (Shin Hye-sun), employée de bureau dans une entreprise de design d’intérieur, s’achète une machine à laver d’occasion en passant par une application en ligne. Mais lorsqu’elle reçoit la machine, elle découvre qu’elle a été arnaquée car celle-ci est cassée. Exaspérée, elle parvient à trouver le vendeur caché et laisse un commentaire le qualifiant d’imposteur sur chacune de ses annonces, perturbant ses transactions. La seule chose qu'elle ignore, c'est que ce vendeur est un tueur en série qui utilise l'application en ligne pour attirer ses victimes …

## Fiche technique
Sauf indication contraire ou complémentaire, les informations mentionnées dans cette section peuvent être confirmées par la base de données KMDb
- Titre original : 타겟
- Titre anglophone : Don't Buy the Seller ou Target
- Titre français : Don't Buy the Seller
- Réalisation et scénario : Park Hee-gon
- Musique : Jang Young-gyu
- Décors : Lee Mi-gyeong
- Costumes : Kim Jeong-won
- Photographie : Back Yoon-seuk
- Montage : Han Eon-jae et Han Young-kyu
- Production : Cho Byeong-yeon
- Société de production : Blooma Films[1],[2]
- Société de distribution : Megabox Plus M[6]
- Budget : 4,5 milliards won[7]
- Pays de production :   Corée du Sud
- Langue originale : coréen
- Format : couleur
- Genre : thriller, policier
- Durée : 101 minutes
- Dates de sortie :
  - Corée du Sud : 30 août 2023
  - France : 13 septembre 2023 (L'Étrange Festival)[8] ; 15 mai 2024 (vidéo à la demande)[4]
- Classification :
  -  Corée du Sud : interdiction au moins de 15 ans[9]

## Distribution
- Shin Hye-sun : Soo-hyeon
- Kim Sung-kyun (en) : l'inspecteur Joo Cheol-ho
- Kang Tae-oh : l'inspecteur Na Seung-hyun (apparition exceptionnelle)
- Im Chul-soo (en) : Kim, directeur de l'entreprise de décoration intérieure
- Lee Joo-young (en) : Oh Dal-ja, employée de l'entreprise de décoration intérieure
- Keum Sae-rok : Kim Hye-jin, une ancienne cible du tueur
- Noh Young-hak (en) : un étudiant, la première victime
- Choi Jae-sup : le contremaitre
- Im Sung-jae[10] : le technicien qui installe la machine

## Production

### Genèse et développement
Début avril 2021, la nouvelle tombe avant tout sur l'actrice Shin Hye-sun qui s'est vue proposer un rôle dans le thriller provisoirement intitulé 오픈 더 도어 (litt. « Ouvre la porte ») et sur Park Hee-gon qui en est le réalisateur,. La société Blooma Films participe à ce projet,. Début juillet, les auditions se sont terminées et le tournage devrait débuter.
Le réalisateur a écrit le scénario en deux mois et demi, après être « tombé sur des histoires de victimes liées à des incidents tels que le commerce en ligne et l'hameçonnage par téléphone », grâce aux informations policières sur les cybercriminels et les circonstances des victimes impliquées : « en outre, l’équipe d’enquête sur la cybercriminalité a expliqué que même si la cybercriminalité cause de graves dommages, le taux d’arrestation pour cette infraction n’est que de 2 % » en Corée du Sud, raconte Park Hee-gon. En septembre, lors d'un entretien, il déclare inspirer d'un gang sud-coréen surnommé « Ce type » (« 싶다 ») par les journalistes, un escroqueur sur le site Joonggonara (ko), ayant volé environ 5 milliards wons, en 2020, par suite des transactions frauduleuses dans la vente d'occasion au cours des six dernières années et s'étant même vengé sans aucune hésitation des victimes qui l'ont signalé à la police.

### Distribution des rôles
|  |

Début juillet 2021, Kang Tae-oh se joint à Shin Hye-sun qui y tient le rôle de Soo-hyeon, retrouvant le réalisateur, après le film historique Fengshui (명당, 2018), pour incarner l'inspecteur Nha,, ainsi que Kim Sung-kyun et Keum Sae-rok en victime du passé.
Début août 2023, lors de la séance d'information au Megabox Seongsu, Im Chul-soo et Lee Joo-young font également partie de la distribution.

### Tournage
Le tournage débute en mi-juillet 2021. Il a lieu entre autres à Pyeongtaek, en Gyeonggi. Il s'achève en fin octobre.

### Postproduction
En mai 2022, le titre est changé en Target (타겟), et qu'il attire l'attention au marché du film du festival de Cannes.
En juillet 2023, le film est très attendu en raison du sujet réaliste des contras d'occasion, du suspense de la vie quotidienne et de la présence de Shin Hye-sun, Kim Sung-gyun et Kang Tae-oh.

## Accueil

### Sortie
En octobre 2021, le film est en postproduction et s'apprête à sortir en 2022 par le distributeur Megabox Plus M,. Mi-juillet 2023, Megabox Plus M dévoile finalement l'affiche du film et la date de sa sortie mentionnée le 30 août prochain.
Fin août 2023, en France, Don't Buy the Seller est mentionné en compétition dans la section de L'Étrange Festival 2023, où il projette le 13 septembre suivant. Il sort en vidéo à la demande, le 15 mai 2024, sous le titre Dark Market.

### Box-office
Dès le premier jour de sa sortie, Don't Buy the Seller se classe deuxième au box-office sud-coréen, détrônant Concrete Utopia (콘크리트 유토피아) d'Eom Tae-hwa et Honey Sweet (달짝지근해: 7510) de Lee Han, avec 56 783 spectateurs.

## Sélection
- L'Étrange Festival 2023 : en compétition[21]